# Jason Denayer
Jason Grégory Marianne Denayer ou somente Denayer(Jette, Bruxelas, 28 de junho de 1995) é um futebolista belga que atua como zagueiro. Atualmente está sem clube.

## Carreira
Apos ser emprestado ao Galatasaray, acertou com o Sunderland, também por empréstimo.

## Seleção Belga
Denayer fez parte diversas vezes das seleções belgas sub-19 e sub-21, e fez sua estreia na Seleção Belga principal em março de 2015. Denayer também ficou conhecido por sua grande aparição na Seleção sub-20 da Bélgica, fazendo um único jogo pelas Quartas de Finais contra a Seleção de Gales.

## Títulos
Celtic
- Campeonato Escocês (1): 2014–15[5]
- Copa da Escócia (1): 2014–15[6]

Galatasaray
- Copa da Turquia (1): 2015–16